# Diane Dufresne / Kurt Weill / Yannick Nézet-Séguin
Albums de Diane Dufresne
Comme un parfum de confession
(1997) Effusions
(2007)

Diane Dufresne / Kurt Weill / Yannick Nézet-Séguin est le douzième album studio de la chanteuse québécoise Diane Dufresne avec l'Orchestre métropolitain du Grand Montréal, dirigé par Yannick Nézet-Séguin.

## Diane Dufresne / Kurt Weill / Yannick Nézet-SéguinCD

### Liste des titres
| No  | Titre                                      | Paroles        | Musique    | Durée |
| --- | ------------------------------------------ | -------------- | ---------- | ----- |
| 1.  | J'attends un navire                        | Jacques Deval  | Kurt Weill | 5:07  |
| 2.  | La fiancée du pirate                       | Bertolt Brecht | Kurt Weill | 3:45  |
| 3.  | Alabama song                               | Bertolt Brecht | Kurt Weill | 3:52  |
| 4.  | Surubaya Johnny                            | Bertolt Brecht | Kurt Weill | 5:19  |
| 5.  | Tango des matelots                         | Bertolt Brecht | Kurt Weill | 6:52  |
| 6.  | Youkali                                    | Roger Fernay   | Kurt Weill | 5:23  |
| 7.  | Nannas lied                                | Bertolt Brecht | Kurt Weill | 3:45  |
| 8.  | Je ne t'aime pas                           | Maurice Magre  | Kurt Weill | 4:37  |
| 9.  | Sastenuto - Allegro molto (Symphonie n° 2) |                | Kurt Weill | 10:21 |
| 10. | Largo (Symphonie n° 2)                     |                | Kurt Weill | 11:10 |
| 11. | Allegro Vivace (Symphonie n° 2)            |                | Kurt Weill | 6:44  |

## Crédits
- Musiciens :
  - Premiers Violons : Denise Lupien, Alain Giguère, Monica Duschênes, Carolyn Klause, Florence Mallette, Céline Arcand, Ariane Bresse, Helga Dathe, Daniel Godin, François Goudreau], Jean-Aï Patrascu, Silviu Patrascu
  - Seconds Violons : Claude Hamel, Sylvie Harvey, Monique Lagacé, Monique Laurendeau, Brigitte Lefèvre, Lucie Ménard, Claudio Ricignuolo, Pascale Ffrenette, Claude Deltell, Mireille St-Arnaud
  - Altos : Yukari Cousineau, Gérald Daigle, Pierre Lupien, Cathy Martin, Pierre Tourville, Suzanne Careau, Julie Dupras, Françine Lupien
  - Violoncelles : Christopher Best, Vincent Bernard, Cécile Cléroux, Louise Trudel, Katherine Skorzewska, Thérese Ryan, Guillaume Saucier
  - Contrebasses : René Gosselin, Marc Denis, Gibert Fleury, Réal Montminy, Catherine Lefèbvre
  - Flûte : Marie-Andrée Benny, Marcel Jacques
  - Hautbois : Lise Beauchamp, Maryse Fredette
  - Clarinettes : Simon Aldrich, François Martel
  - Bassons : Michel Bettez, René Bernard
  - Cors : Pierre Savoie, Paul Marcotte, Jean Paquin, Christian Beaucher
  - Trompettes : Stéphane Beaulac, Lise Bouchard
  - Trombones : Patrice Richer, Michael Wilson, Trevor Dix
  - Tuba : Yan Sallafranque
  - Timbales : Jean-Guy Plante
  - Percussions : Stéphanie Dionne
  - Harpe : Danièle Habel
  - Saxophones : André Leroux, Jean-Pierre Zanella
- Enregistrement et montage (orchestre) : Anne-Marie Sylvestre
- Enregistrement de la voix et mixage : Toby Gendron, Diane Dufresne
- Prise de son additionnelle voix : Bill Szawlowski assisté de Pierre Boursier
- Prise de son additionnelle claviers : Martin Lizée assisté de Daniel Ste-Marie
- Photos : Jean-François Bérubé, Martin Laporte
- Graphisme : Diane Lagacé
- Coiffure : Pierre Lafontaine
- Maquillage : Angelo Barsetti
- Costume : Mario Davignon
- Réalisation : Johanne Goyette